# 岩手県道503号遠野東和自転車道線
岩手県道503号遠野東和自転車道線（いわてけんどう503ごう とおのとうわじてんしゃどうせん）は、遠野市と花巻市を結ぶ岩手県管理のサイクリングロードである。

## 区間
- 起点：遠野市松崎町松崎
- 終点：花巻市東和町土沢（国道456号との交点）

## 通過する自治体
- 岩手県
  - 遠野市 - 花巻市

## 接続する道路
- 国道456号